# Heilig Kreuz (Schwabhausen bei Landsberg)

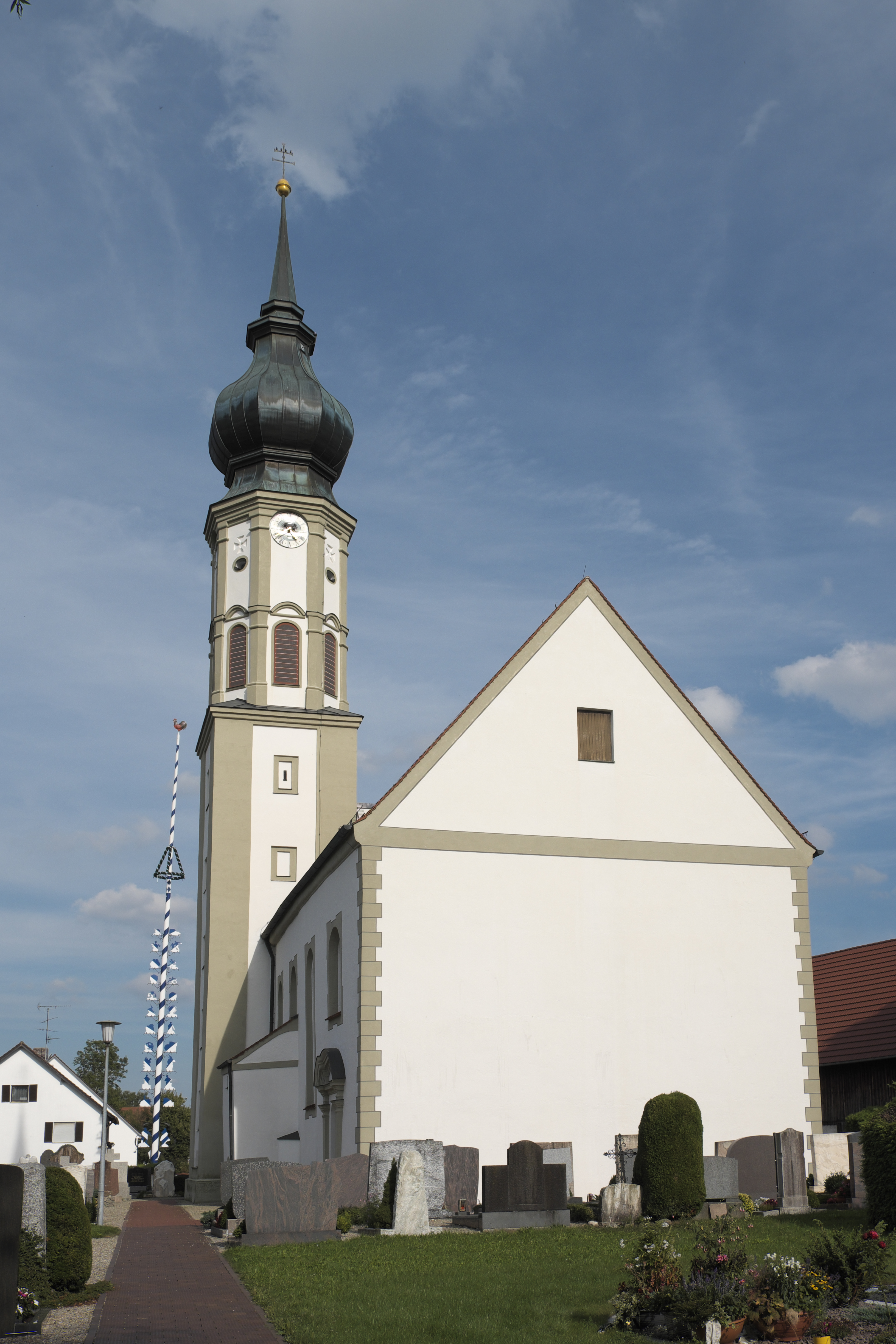
Kirche Heilig Kreuz in Schwabhausen

Die katholische Pfarrkirche Heilig Kreuz in Schwabhausen bei Landsberg, einem Ortsteil der Gemeinde Weil im oberbayerischen Landkreis Landsberg am Lech, wurde in den Jahren 1701/02 im Stil des Barock errichtet. Die Ausmalung im Stil des Rokoko erfolgte 1779 durch Vitus Felix Rigl.

## Architektur

### Außenbau
Im nördlichen Chorwinkel erhebt sich der im Jahr 1719 fertiggestellte Glockenturm, der mit einer Zwiebelhaube gedeckt ist. Im Turmunterbau sind rechteckige Blendfenster eingeschnitten, der zweigeschossige, oktogonale Aufbau ist von großen, rundbogigen Klangarkaden durchbrochen und wird durch Eckpilaster und segmentbogige Gesimsstücke gegliedert.

### Innenraum
Die Kirche ist als einheitlicher Saalbau angelegt. Das Langhaus erstreckt sich über vier Achsen, der eingezogene Chor ist halbrund geschlossen. Chor und Langhaus werden von flachen Stichkappentonnen gedeckt. Den westlichen Abschluss des Langhauses bildet eine Doppelempore mit schlichten Brüstungen.

## Fresken und stuckimitierende Malereien

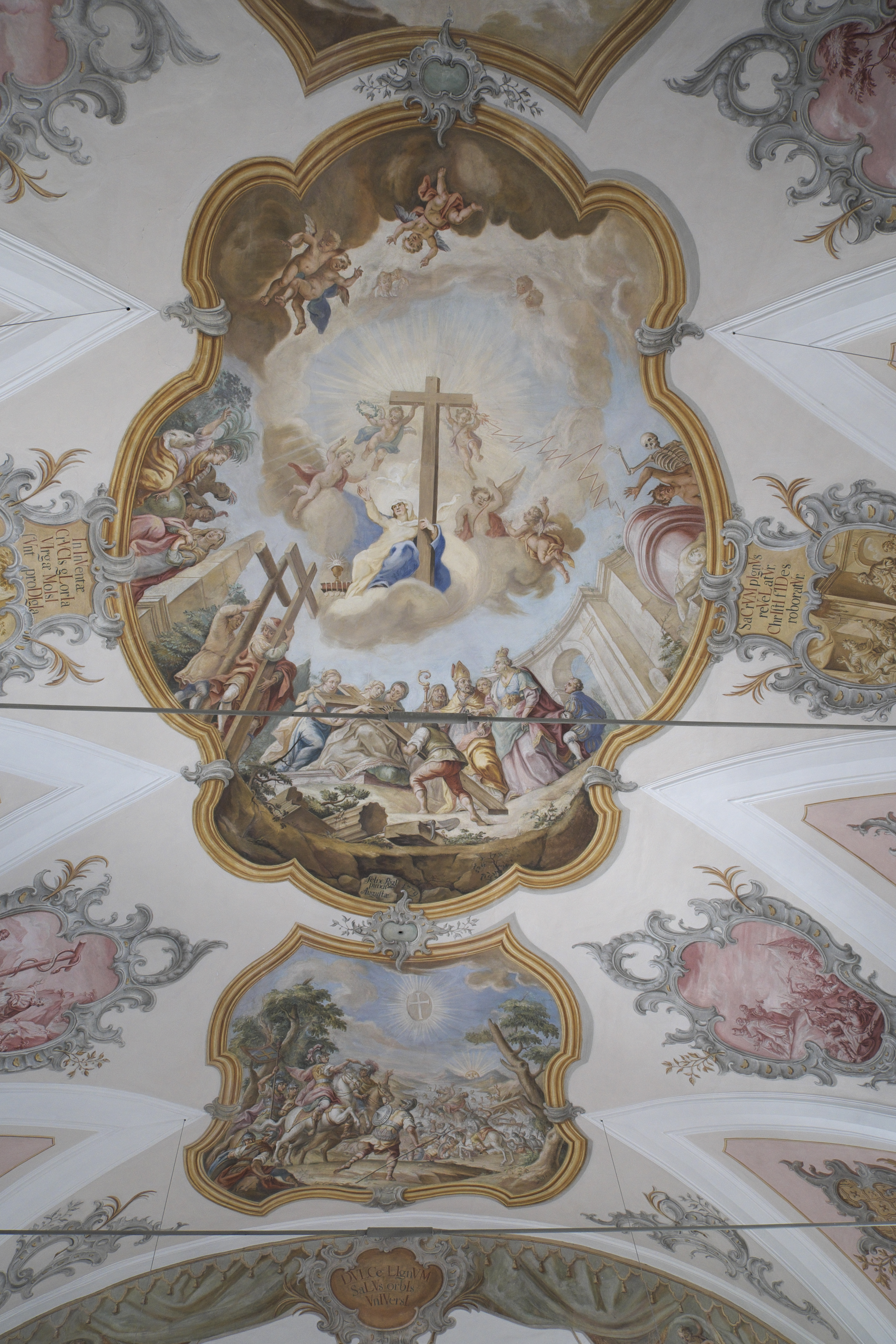
Langhausfresko

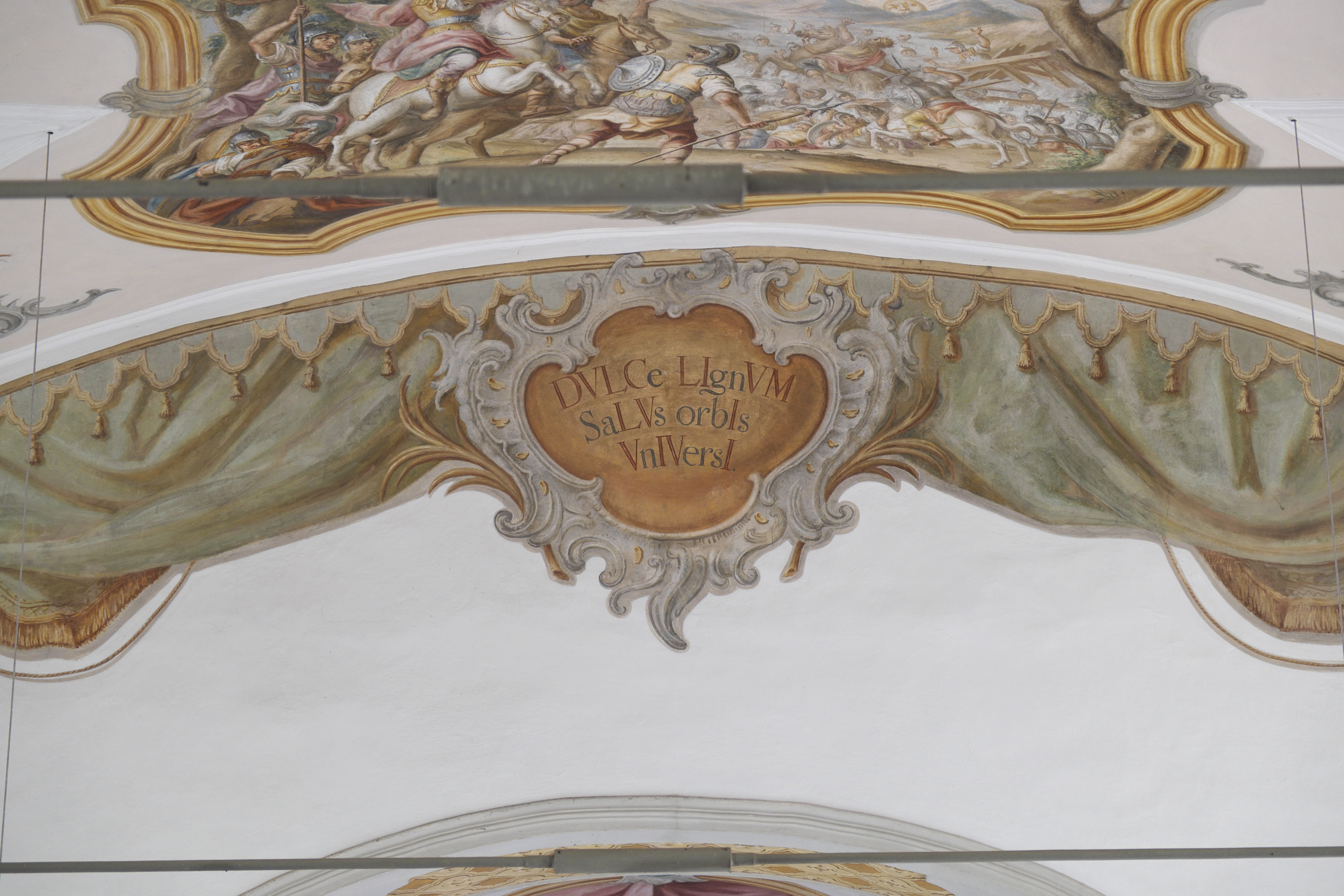
Chronogramm

Die Fresken und der gemalte Stuckdekor wurden von Vitus Felix Rigl ausgeführt. Die gemalte Stuckkartusche am Chorbogen enthält ein Chronogramm mit der Jahreszahl 1779.
Das große Deckenfresko im Langhaus mit der Szene der Kreuzesprobe durch die heilige Helena, der Mutter Kaiser Konstantins des Großen, trägt die Signatur „Felix Rigl pinxit 1779“ (Felix Rigl malte es 1779). Nach der Legende soll die heilige Helena das Kreuz Christi gefunden haben und durch eine Totenerweckung bei der Berührung soll es als das wahre Kreuz identifiziert worden sein. Die beiden kleineren Bilder stellen den Erzengel Michael und die Schlacht an der Milvischen Brücke dar. In dieser Schlacht besiegte Konstantin im Zeichen des Kreuzes seinen Rivalen Maxentius.

Die kleineren Kartuschenbilder in Ton-in-Ton-Malerei zeigen Szenen aus der Geschichte des Propheten Moses wie die Eherne Schlange und Moses führt die Israeliten durch das Rote Meer. Auf dem Chorfresko ist das Letzte Abendmahl dargestellt.

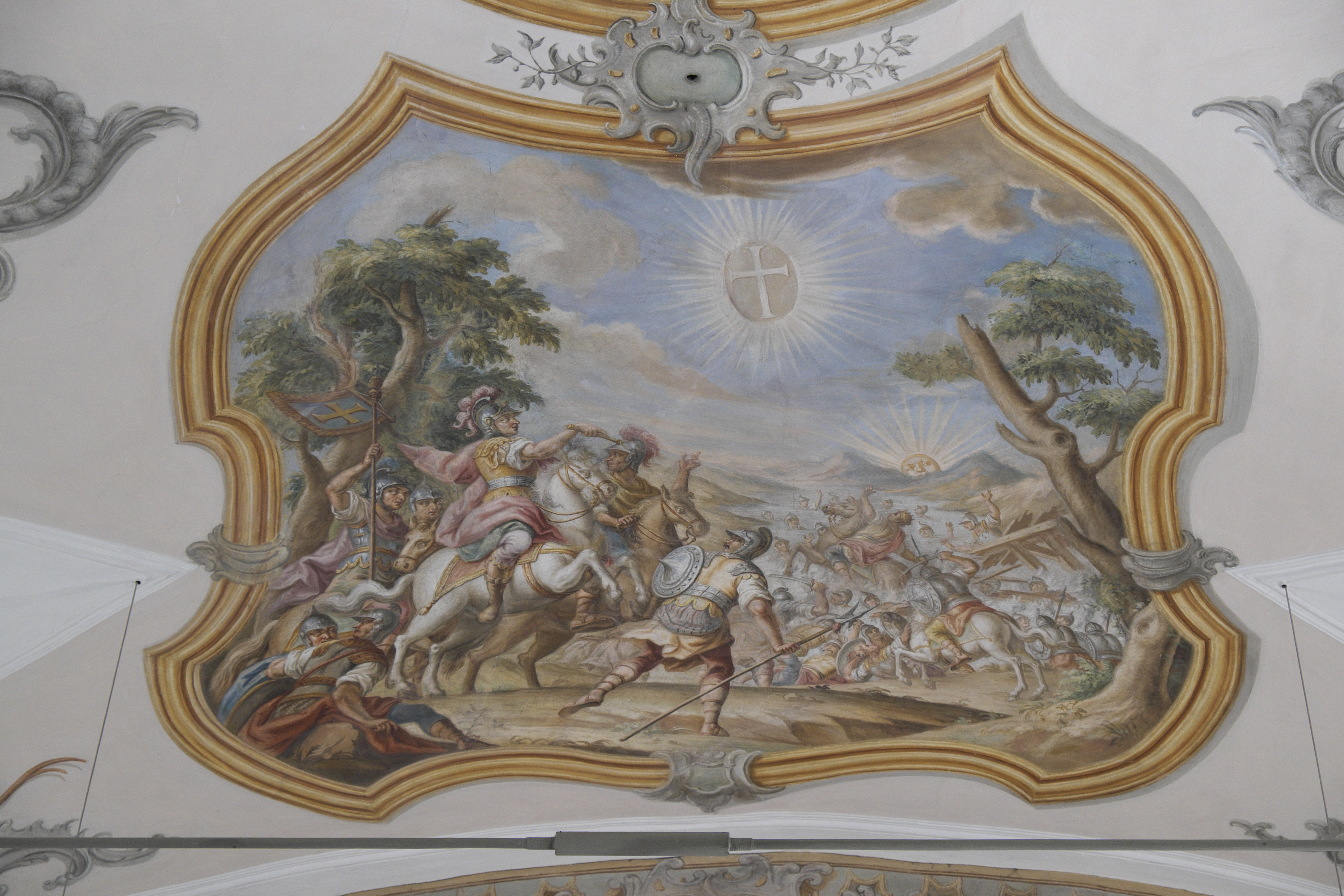
Schlacht an der Milvischen Brücke
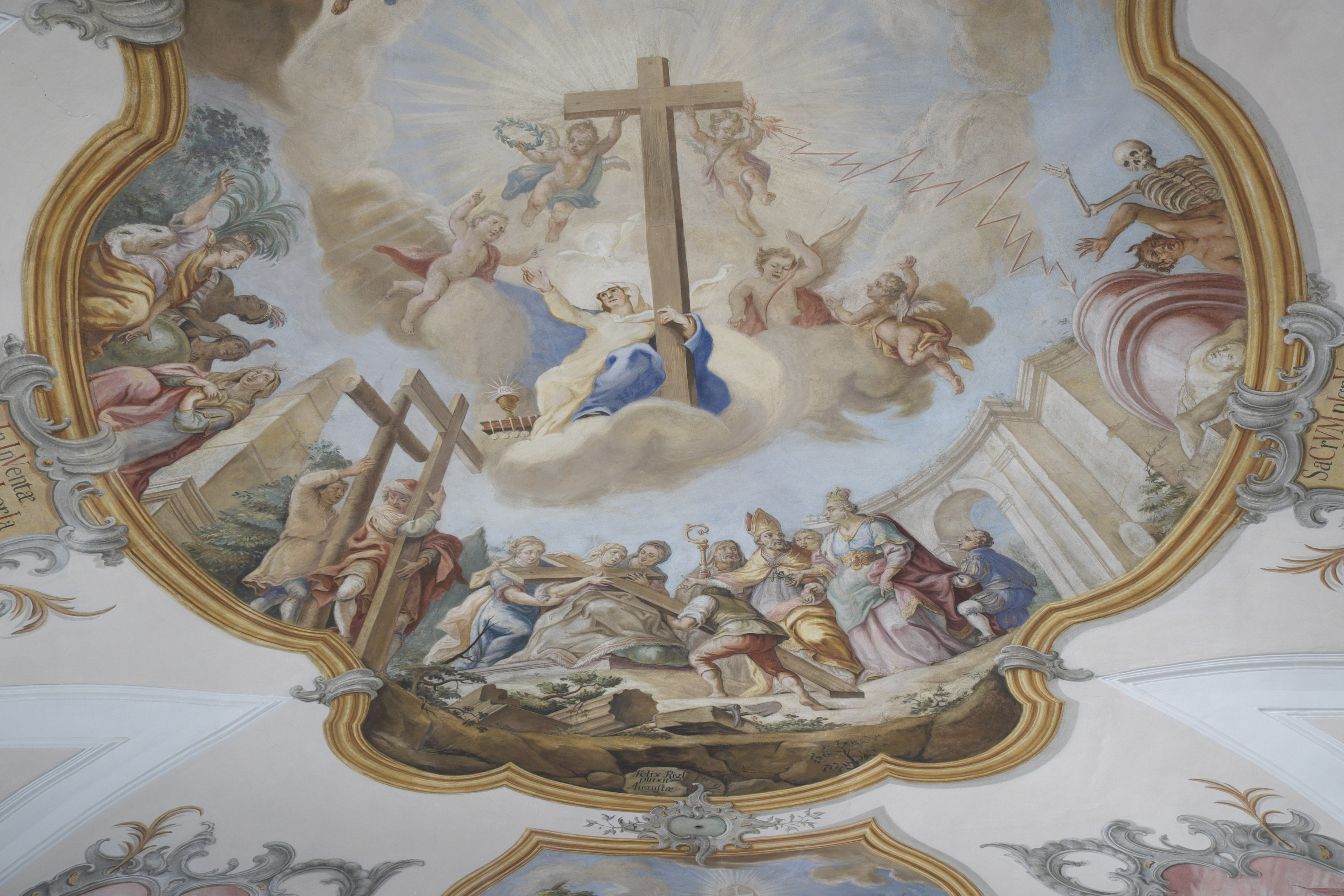
Kreuzesprobe
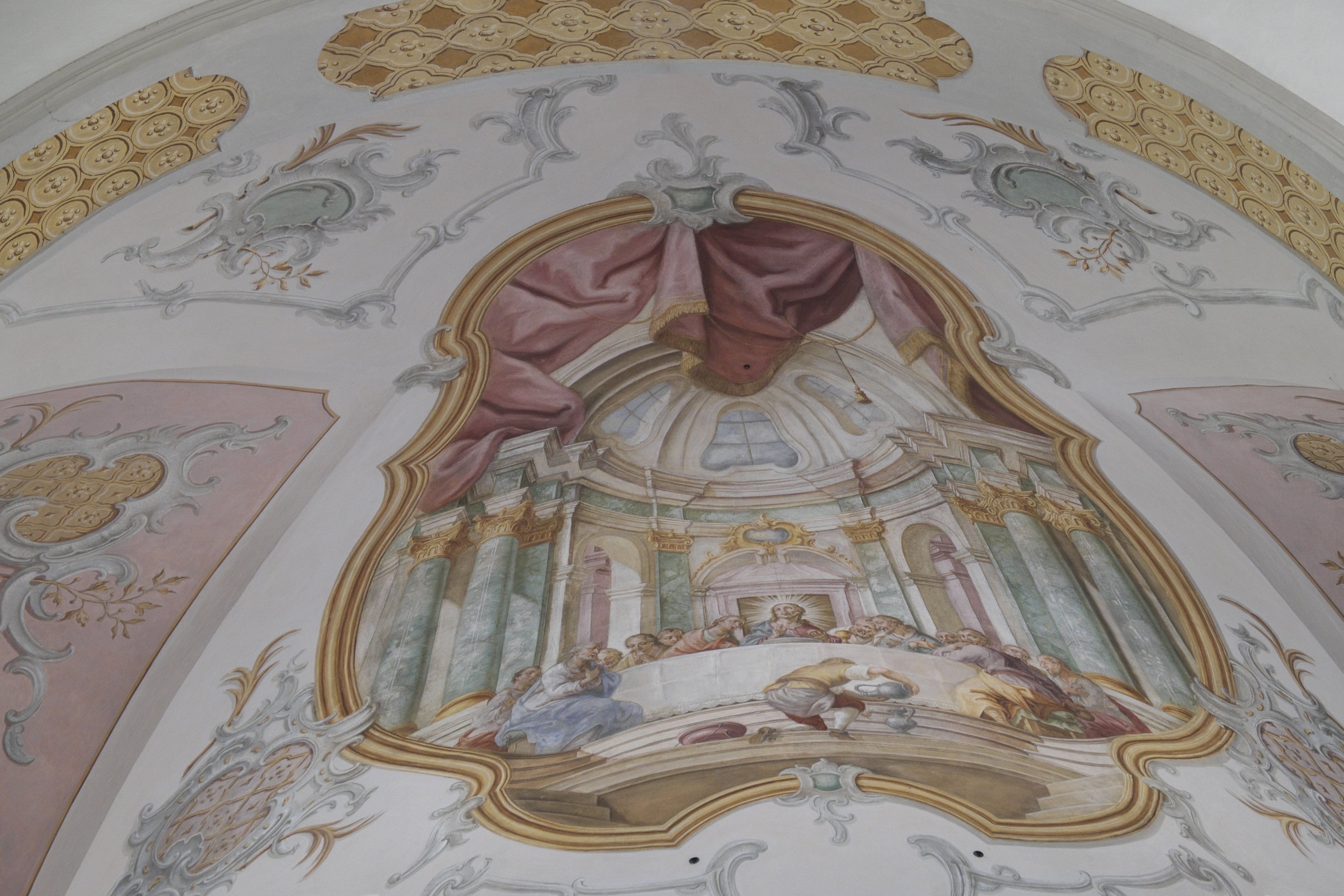
Letztes Abendmahl

## Ausstattung

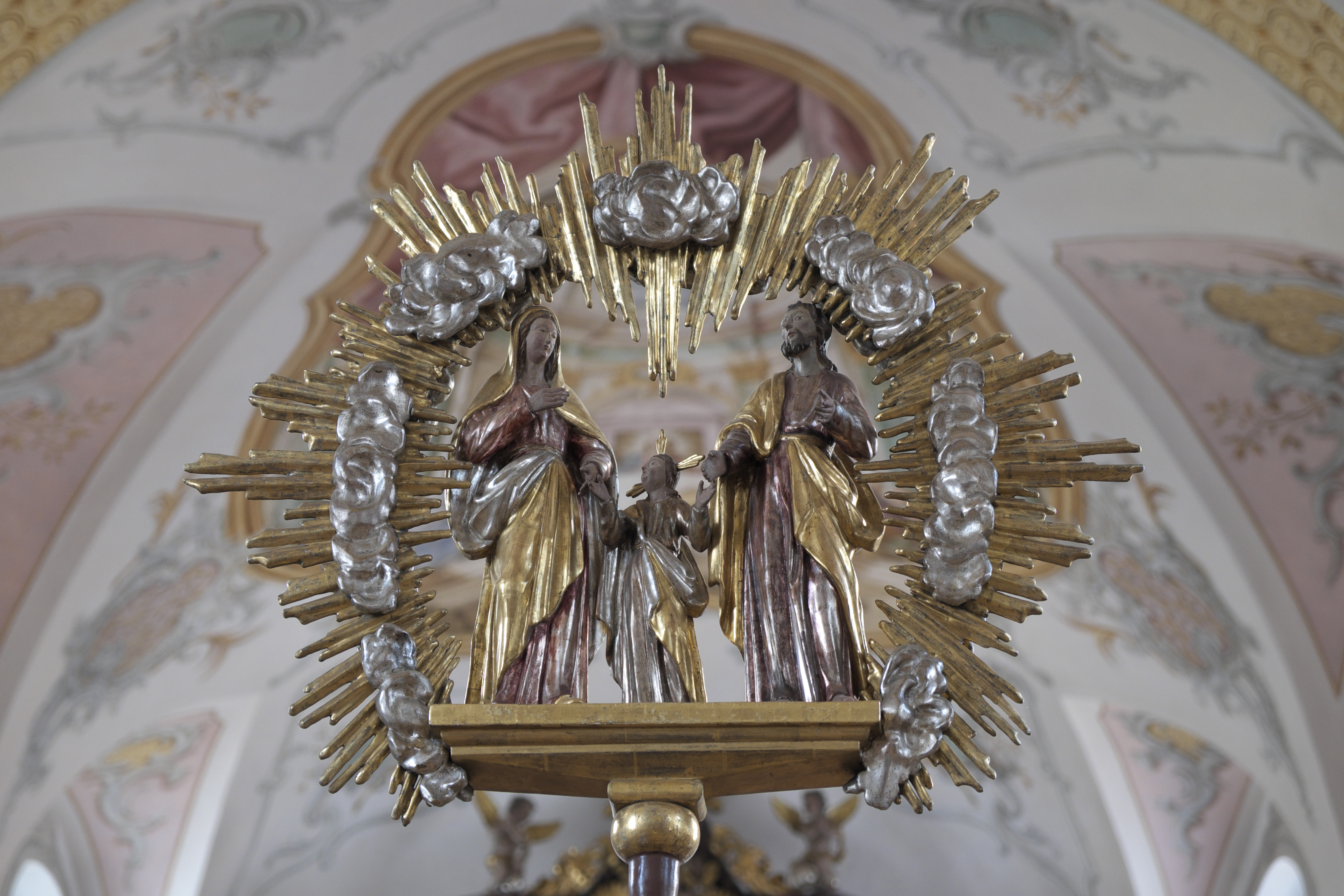
Prozessionsstange

- Die Skulpturen am sechssäuligen Hochaltar wurden um 1735 von Johann Luidl geschaffen. Das Kruzifix in der Mitte wird gerahmt von den Figuren Marias und des Evangelisten Johannes, die äußeren Figuren stellen Kaiser Konstantin und seine Mutter, die heilige Helena, dar.
- Die beiden Seitenaltäre stammen aus der Zeit um 1780, die Altarblätter sind mit „N. Mozart“ bezeichnet. Auf dem linken Altar sieht man eine Pietà, auf dem rechten Altar die Unterweisung Mariens.
- Die Kanzel geht auf die Barockzeit zurück.
- Die ovalen Apostelbilder an den Emporenbrüstungen stammen aus der zweiten Hälfte des 18. Jahrhunderts.
- Eine Prozessionsstange ist mit den Figuren der Heiligen Familie verziert.

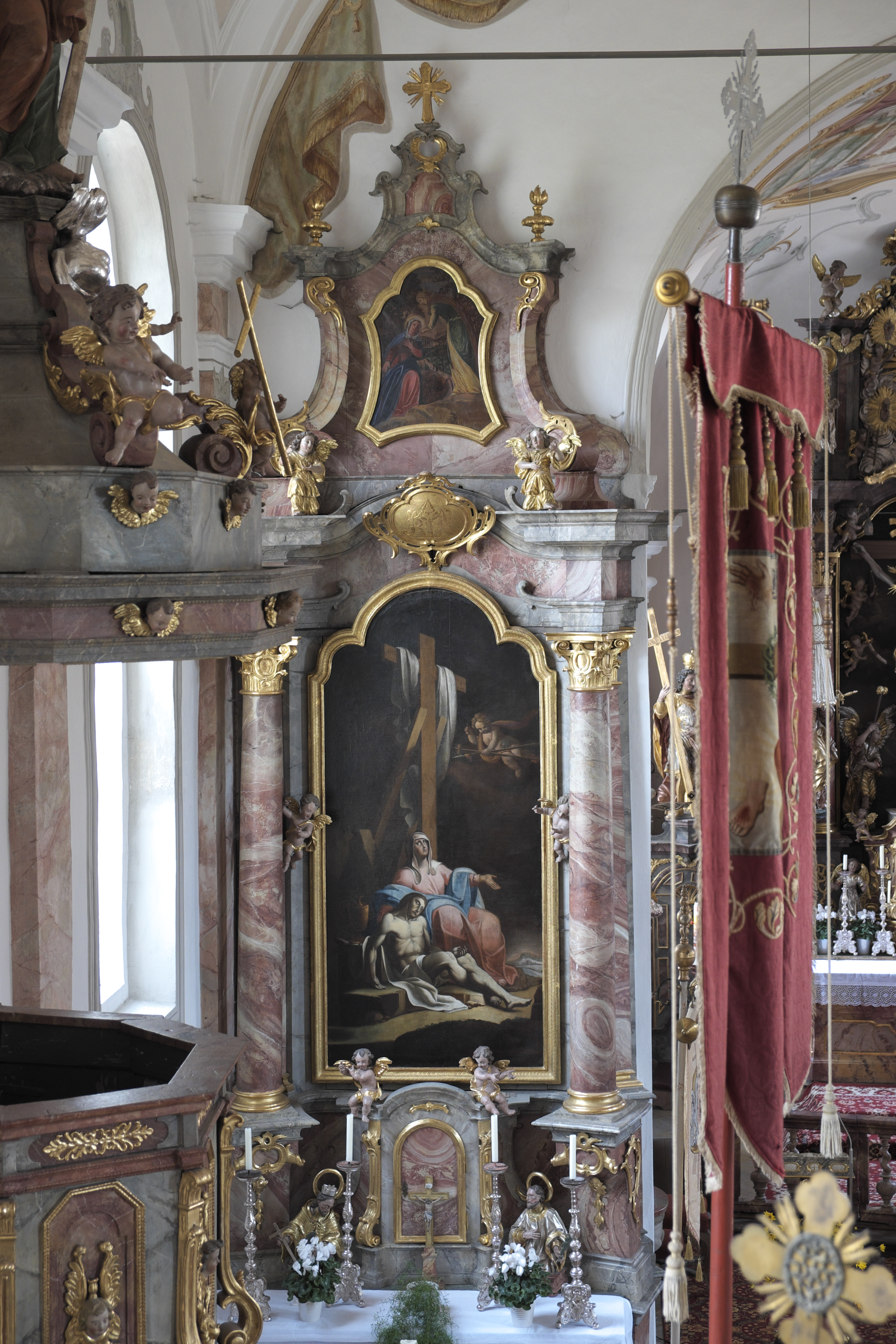
Linker Seitenaltar
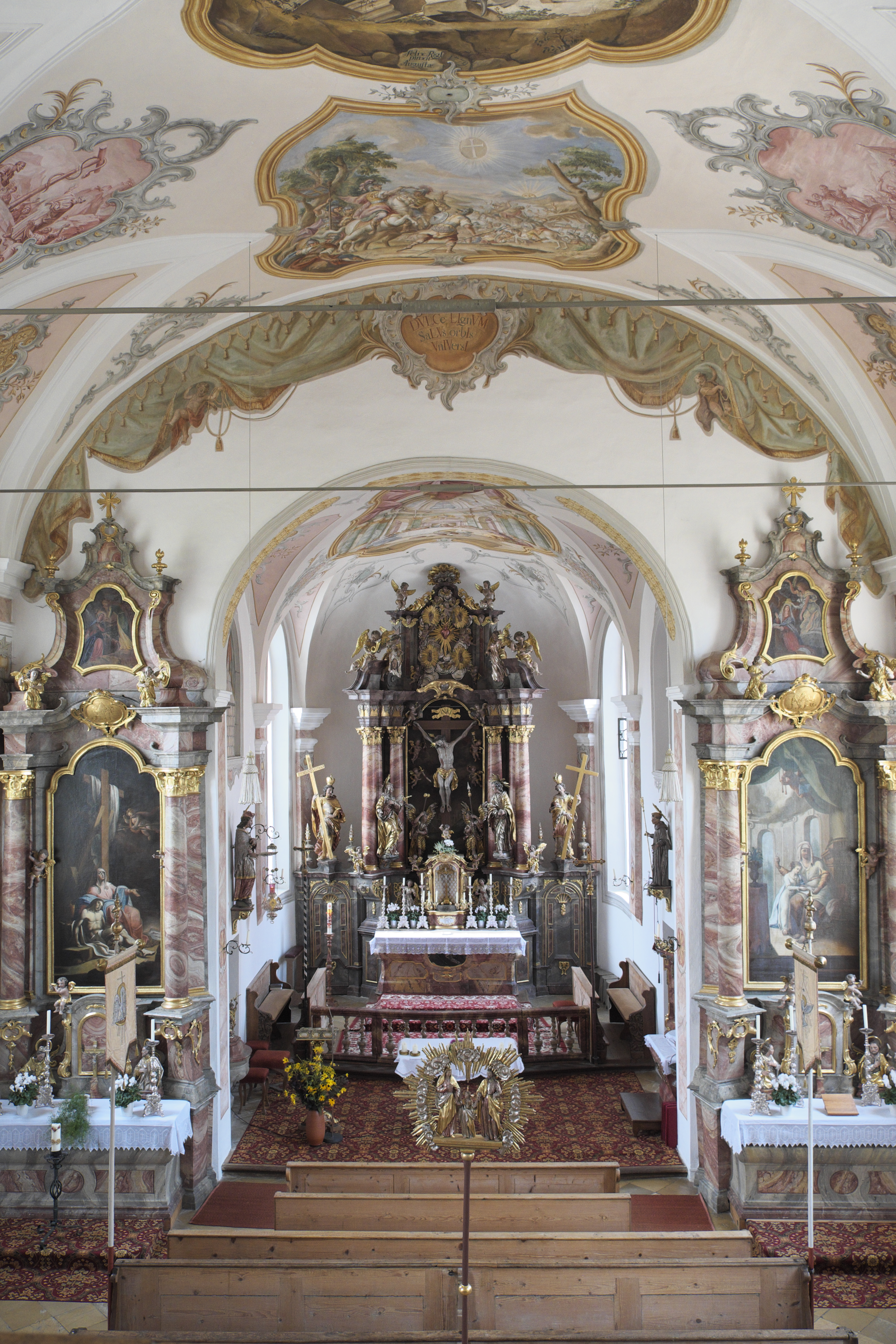
Hauptaltar und Seitenaltäre
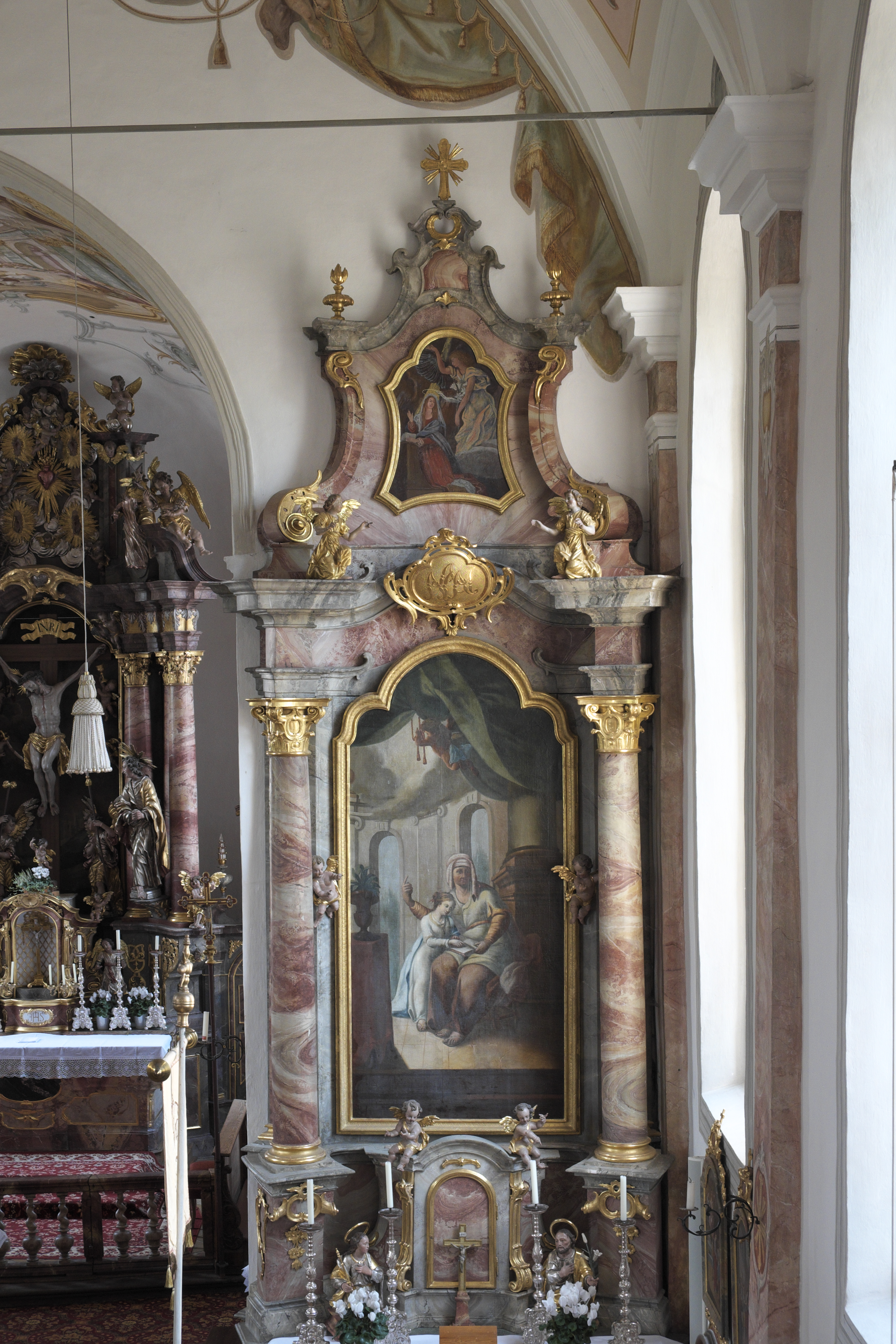
Rechter Seitenaltar